# Rivière Sewa
Pour les articles homonymes, voir Sewa.
La rivière Sewa est une rivière de la Sierra Leone. Ses sources les plus éloignées sont les rivières Bagbé et le Bafi, qui prennent leur source dans les régions montagneuses du nord-est du pays, près de la frontière avec la république de Guinée. Du confluent de Bagbé et Bafi dans le district de Kono, la Sewa coule sur 240 km dans une direction sud-sud-ouest et draine une superficie de 14 141 km2. Près de la côte atlantique, la rivière rejoint la rivière Waanje pour former la rivière Kittam. La rivière Kittam coule sur 48 km vers l'ouest le long de la côte et pénètre dans un réseau de lagunes et de ruisseaux séparés de la mer par la péninsule de Turner. Par l'île de Sherbro, le Kittam se jette dans le plus grand estuaire de la rivière Sherbro.
La rivière Sewa est navigable sur une faible portion de son cours, car dans les tronçons moyen et supérieur, les rapides et cataractes dominent.
Le cours d'eau a une grande valeur commerciale pour la Sierra Leone. Le cours supérieur de la Sewa est exploité à grande échelle à la recherche de diamants. Plus près de la côte, la culture du riz et la culture du piassava (en), exporté pour la production de balais, ce sont des cultures importantes.